# Parafroneta westlandica
Parafroneta westlandica là một loài nhện trong họ Linyphiidae.
Loài này thuộc chi Parafroneta. Parafroneta westlandica được A. David Blest & Cor J. Vink miêu tả năm 2002.